# Carlos Boegershausen
Carlos José Leopoldo Boegershausen, o apóstolo de Joinville (Duderstadt, 16 de agosto de 1833 — Joinville, 12 de dezembro de 1906) foi um padre católico alemão radicado no Brasil.
Estudou filosofia e teologia em Hildesheim, ordenado presbítero em 12 de junho de 1857 por Dom Eduard Jakob Wedekind. Embarcou para o Brasil em 25 de agosto de 1857, acompanhado por Wigand Engelke, o primeiro médico da Colônia Dona Francisca. Em 1860 chegou o padre Guilherme Roer, nomeado para a Colônia Teresópolis e que o ajudava em Blumenau, Gaspar e São Pedro de Alcântara. Visitou a capela de Braço do Norte em 9 de março de 1892.
O padre Carlos Boegershausen atuou em Joinville até dezembro de 1906. Também se dedicou ao ensino.
Recebeu a cidadania brasileira em 1860. Seus restos mortais repousam na Catedral de São Francisco Xavier (Catedral de Joinville). A ele e às suas economias Joinville deve a paróquia, o colégio, o hospital, o cemitério, o patrimônio.